# Batalla de Rodeo del Medio
La batalla de Rodeo del Medio (provincia de Mendoza, Argentina, 24 de septiembre de 1841) fue un combate entre el ejército federal de Ángel Pacheco y el unitario dirigido por Gregorio Aráoz de Lamadrid, que dio la victoria definitiva al partido federal por una década.

## Antecedentes
En 1840 se había formado la Coalición del Norte, alianza de casi todas las provincias del norte argentino contra el gobernador de la provincia de Buenos Aires, Juan Manuel de Rosas, y sus aliados. Por otro lado, el general Juan Lavalle ya llevaba más de un año luchando contra este en Entre Ríos y Corrientes, cuando invadió la provincia de Buenos Aires. Pero, al fracasar en su invasión, se retiró hacia Córdoba, provincia en la que fue derrotado en la batalla de Quebracho Herrado. 
Lavalle se unió al general unitario Gregorio Aráoz de Lamadrid, y juntos retrocedieron a la provincia de Tucumán. Desde allí, Lamadrid marchó hacia las provincias de Cuyo aprovechando que Aldao tenía solo 800 a 1.000 mendocinos en esos momentos (según creía Lavalle), para abrir un nuevo frente de guerra, mientras Lavalle resistía en Tucumán con 1500 milicianos. Sin embargo, en esos momentos empezaron a llegar los refuerzos de Manuel Oribe sumando 9.000 tropas, pero solo 6.000 terminaron por participar de la ofensiva final ya que el resto permanecería en Cuyo guarneciendo la región, mientras este atacaba a Lavalle Ángel Pacheco perseguía a Lamadrid.
La vanguardia de Lamadrid (900 a 1.000 soldados y 2 cañones, pero otros señalan que tras cifra es una exageración y hablan de 300 infantes, 200 jinetes y la artillería) al mando de Mariano Acha, enfrentó a los ejércitos federales de José Félix Aldao y Nazario Benavídez, gobernadores de las provincias de Mendoza y San Juan, en la épica batalla de Angaco, una de las más sangrientas de las guerras civiles argentinas. Luego del triunfo ocupó la ciudad de San Juan, pero dos días después fue derrotado por Benavídez en la batalla de La Chacarilla y fusilado por orden de Aldao, en parte por la lentitud del tucumano en avanzar hacia allí. Lamadrid volvió a ocupar San Juan con 1500 tropas, (otros hablan de 600-1.000 con 8 cañones) pero de allí siguió camino a Mendoza, ciudad que ocupó el 3 de septiembre de 1841, y se hizo elegir gobernador.

## Desarrollo
Tres semanas más tarde llegaba a Mendoza el general Ángel Pacheco, acompañado por Aldao; sus tropas se componían de 2.000 hombres, 1500 caballos y su correspondiente artillería. Lamadrid salió a enfrentarlo en Rodeo del Medio, cerca de la ciudad, en la mañana del 24 de septiembre. Los federales eran 3.000, y los unitarios sólo 1600; estaban separados por una zona inundada, que sólo se podía pasar a pie por un puente.
Desde el principio, Lamadrid fracasó en evitar que Pacheco se apoderara del puente. Su ala izquierda, dirigida por Ángel Vicente Peñaloza, se ve impedida de avanzar por una contraorden que este recibe, y cuando finalmente lo hace, es rápidamente rechazado por la infantería. La derrota de los unitarios fue evidente desde el principio, y pronto todos huían hacia la Cordillera.
Fue una batalla muy sangrienta, con centenares de muertos de cada lado, seguida de una terrible persecución de los vencidos, dirigida por el “fraile” Aldao, que causó muchos cientos de muertos más. Este dispuso 1.000 hombres para seguirlos por Catamarca hacia el norte mientras el resto permanecía en La Rioja evitando que Lavalle intentara avanzar al Cuyo.

## Consecuencias
Los derrotados cruzaron la Cordillera de los Andes, mucho antes de que el deshielo permitiera un cruce seguro, y murieron más de cien hombres más. Se dice que unos pocos vencidos se escondieron en un pueblito cerca de Mendoza, que se llamó desde entonces Coquimbito, diminutivo de la ciudad de Coquimbo, donde encontraron refugio la mayor parte de los que lograron cruzar los Andes. 
Los vencidos aún no lo sabían, pero cinco días antes, el general Lavalle había sido derrotado en la batalla de Famaillá, en Tucumán, y pocos días después sería muerto de casualidad en San Salvador de Jujuy. Pacheco ordenó que Aldao persiguiera a Lavalle al norte con 1500 hombres, posteriormente Oribe le cedió las tropas de Mariano Maza para apoyarlo. La tropa de Aldao sumaba más de 2700 soldados con dos obuses dirigida por Maza, Nazario Benavídez, Pablo Lucero y Pablo Alemán.
Estas dos batallas fueron el final de la Coalición del Norte, y garantizaron a Rosas el dominio casi incontestado del país por otros diez años, hasta la batalla de Caseros, en 1852.